# Rookie of the Year (band)
Rookie of the Year is een Amerikaanse indierockband uit North Carolina.

## Geschiedenis
Rookie of the Year begon als akoestisch soloproject van Ryan Dunson. Spoedig kwamen Brandon Schade en David Whitney en TJ Holt in de band. Het debuutalbum "Having to let go" verscheen toen.
In 2004 kwamen Mike Kamerman en Pat Murphy in de band terwijl TJ Holt deze verliet. Sindsdien zijn erg geen veranderingen meer binnen de bandleden.
in 2006 brachten ze een 2e album uit "The Goodnight moon", het werd een succes en de band toert nog steeds rond nu. Het is nu wachten op de release van een nieuw album.

## Discografie

### Albums
- Having to Let Go (2004)
- The Goodnight Moon (2006)